# ناینوکانوکا
ناینوکانوکا یک بخش اداری در شهرستان انگورونگورو و از توابع استان آروشا در کشور تانزانیا است. بر پایه نتایج سرشماری عمومی نفوس و مسکن که در سال ۲۰۰۲ توسط دولت تانزانیا انجام شد جمعیت این بخش بالغ بر ۱۵،۶۰۶ نفر اعلام شده‌است.